# Electric Blue (Andy Bell)
| Recensione | Giudizio |
| ---------- | -------- |
| AllMusic   |          |

Electric Blue è il primo album solista del cantante britannico Andy Bell, pubblicato nel 2005 dalla Sanctuary Records.

## Tracce
1. Intro – 1:01
2. Caught in a Spin – 3:19
3. Crazy – 3:53
4. Love Oneself – 3:57
5. I Thought It Was You – 4:40
6. Electric Blue – 4:10
7. Jealous – 4:21
8. Shaking My Soul – 3:08
9. Runaway – 3:39
10. I'll Never Fall in Love Again – 4:17
11. Delicious – 3:55
12. Fantasy – 3:56
13. See the Lights Go Out – 3:48
14. The Rest of Our Lives – 3:47